# Prodrive

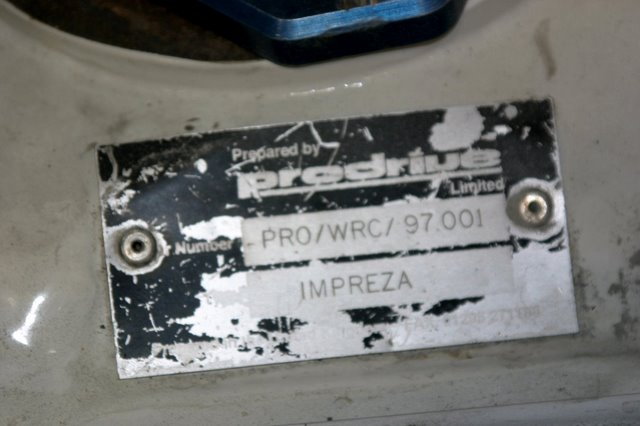
Placa identificativa de la primera edición del Subaru Impreza WRC, fabricado por Prodrive.

Prodrive es una empresa dedicada al diseño, fabricación y distribución de vehículos con sede en Banbury, Oxfordshire, Inglaterra, Reino Unido. Es la filial en Europa para las marcas Subaru, Aston Martin y Ford. Fue fundada en 1984 por Ian Parry y David Richards, su presidente actual.
En 1990, Prodrive comenzó a servir como estructura del equipo Subaru World Rally Team que participó oficialmente en el Campeonato Mundial de Rallyes. Su primer modelo fue el Subaru Legacy, que más tarde se reemplazó por el Subaru Impreza. Con dicho modelo, Colin McRae fue campeón de pilotos en 1995, Richard Burns en 2001 y Petter Solberg en 2003. Prodrive también le dio tres títulos de constructores a Subaru. Subaru retiró el equipo después de la temporada 2008.
Prodrive compitió como equipo oficial Ford en el Campeonato Británico de Turismos durante dos temporadas. Después de un pobre debut en 1999, el equipo dominó la temporada 2000, ganando la mitad de las carreras, y obteniendo el 1-2-3 en el campeonato de pilotos con Alain Menu, Anthony Reid y Rickard Rydell. Ford se retiró del certamen para la temporada 2001.
Sin apoyo alguno de Ferrari, Prodrive compitió desde 2001 hasta 2004 con el Ferrari 550 Maranello en el Campeonato FIA GT, las 24 Horas de Le Mans y la American Le Mans Series. Entre sus logros, obtuvo la victoria en la clase GTS de las 24 Horas de Le Mans de 2003.
A fines de 2004, Prodrive inició un programa oficial con la marca británica Aston Martin, de modo que compitió bajo el nombre Aston Martin Racing en diversos campeonatos de resistencia, tanto con gran turismos como con prototipos sport. En 2012, disputó el Campeonato Mundial de Resistencia con un Aston Martin V8 Vantage.
Prodrive recibió la licencia para competir en con el equipo Prodrive F1 a partir del año 2008, pero se le prohibió utilizar automóviles clientes y el proyecto se canceló. La empresa realizó varios intentos más de ingresar en la Fórmula 1 pero no los concretó.
En 2009 Prodrive comenzó a trabajar en el Mini John Cooper Works WRC, una versión para rallyes basado en el Mini Countryman preparada por John Cooper Works, con el que el equipo Mini WRC Team compite actualmente en el Campeonato Mundial de Rally.

## Galería
- Modelos construidos por Prodrive:

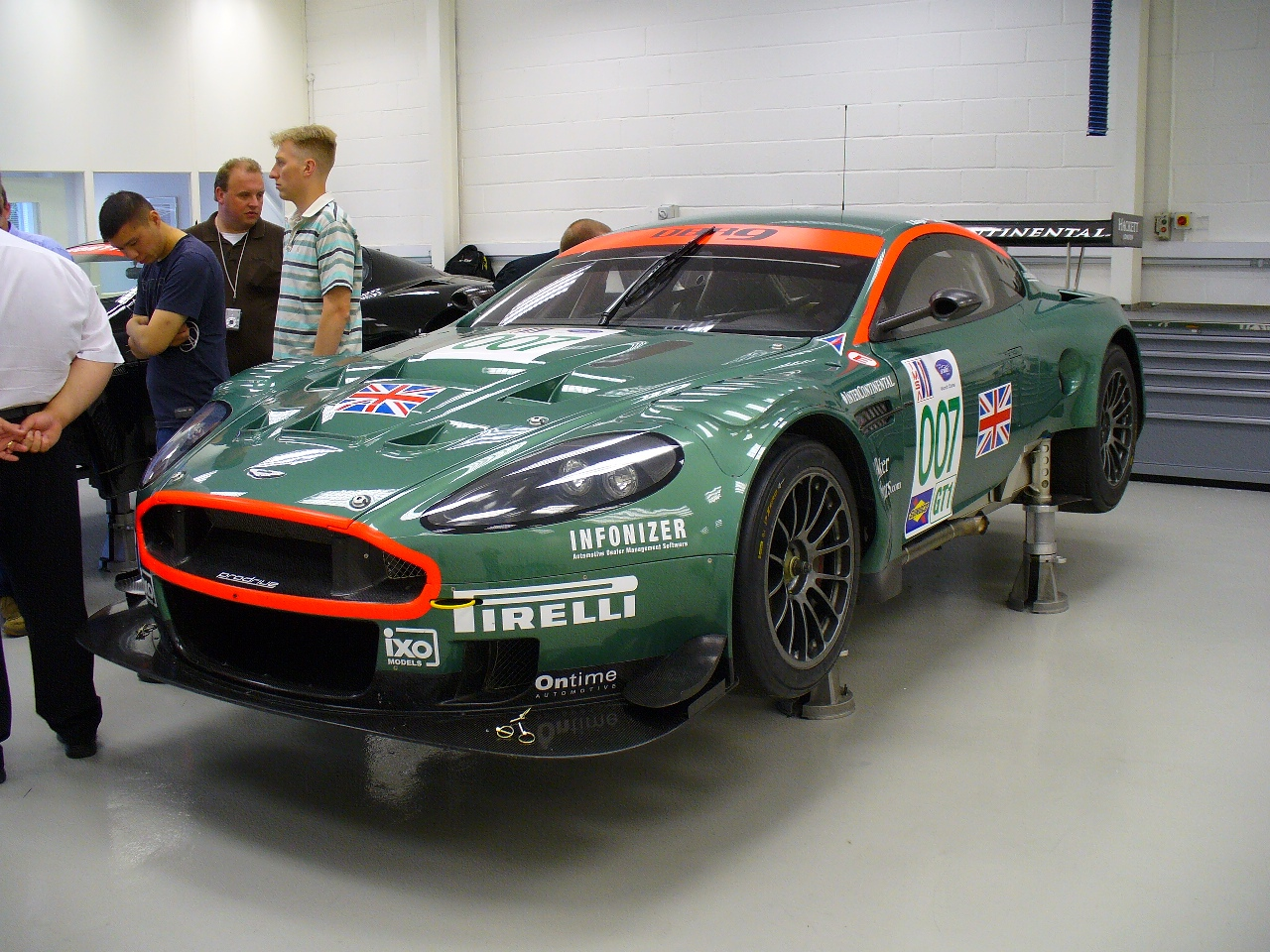
Aston Martin DBR9 de la American Le Mans Series 2006.
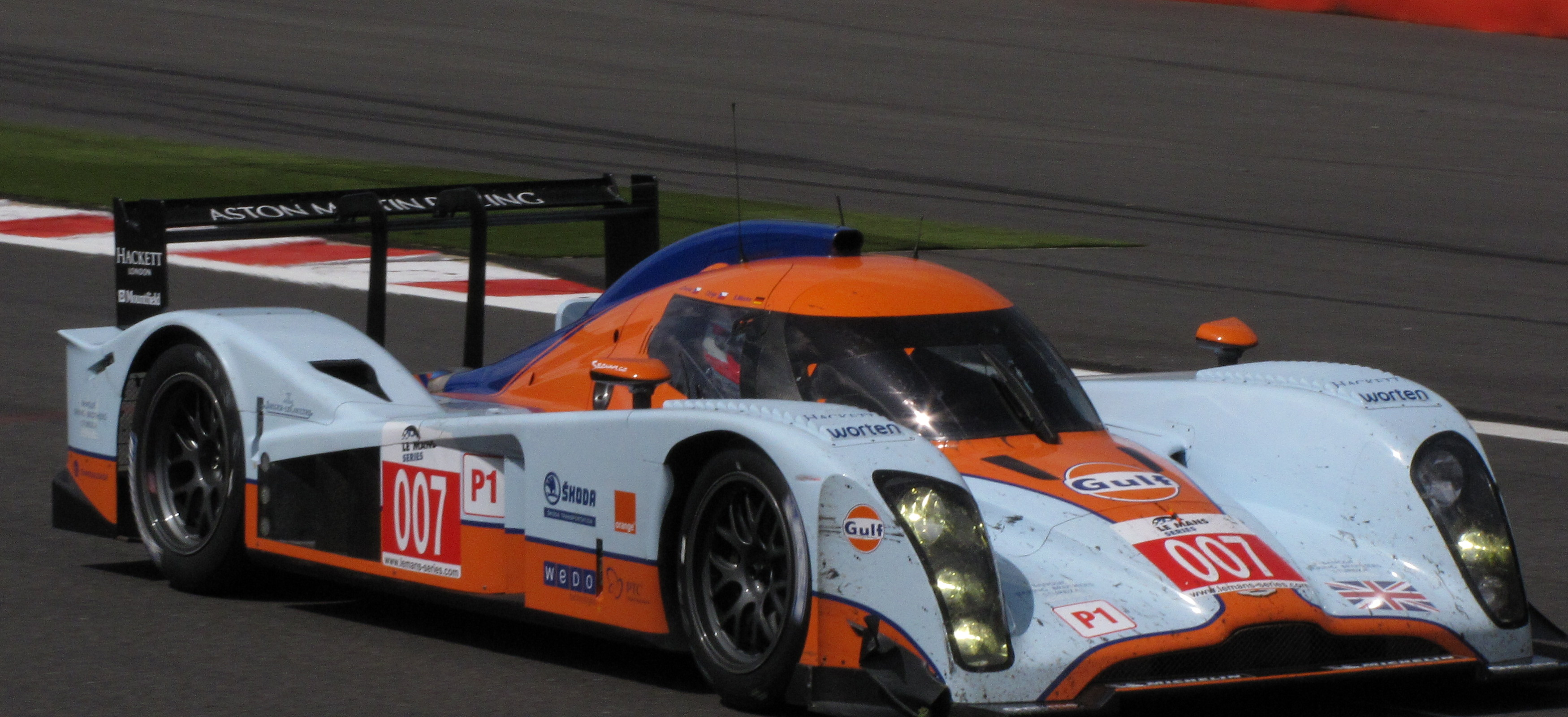
Lola Aston Martin DBR1-2 de la Le Mans Series 2009.
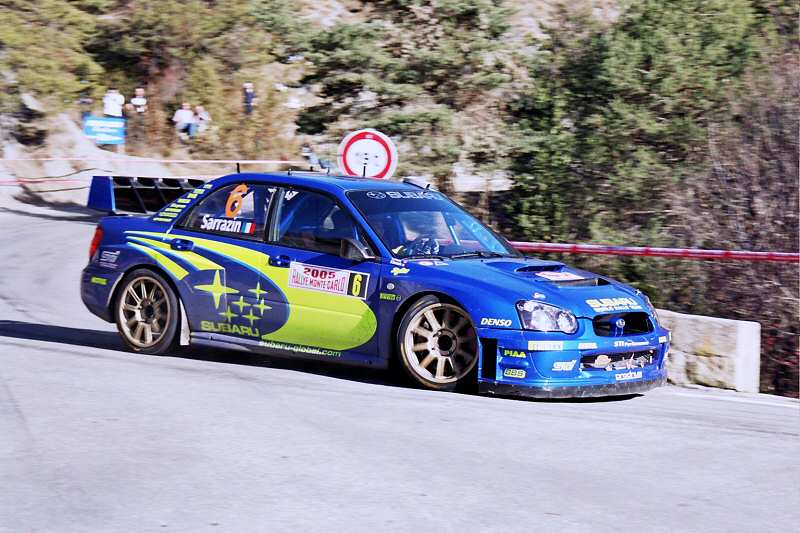
Subaru Impreza WRC del Campeonato Mundial de Rally de 2005.
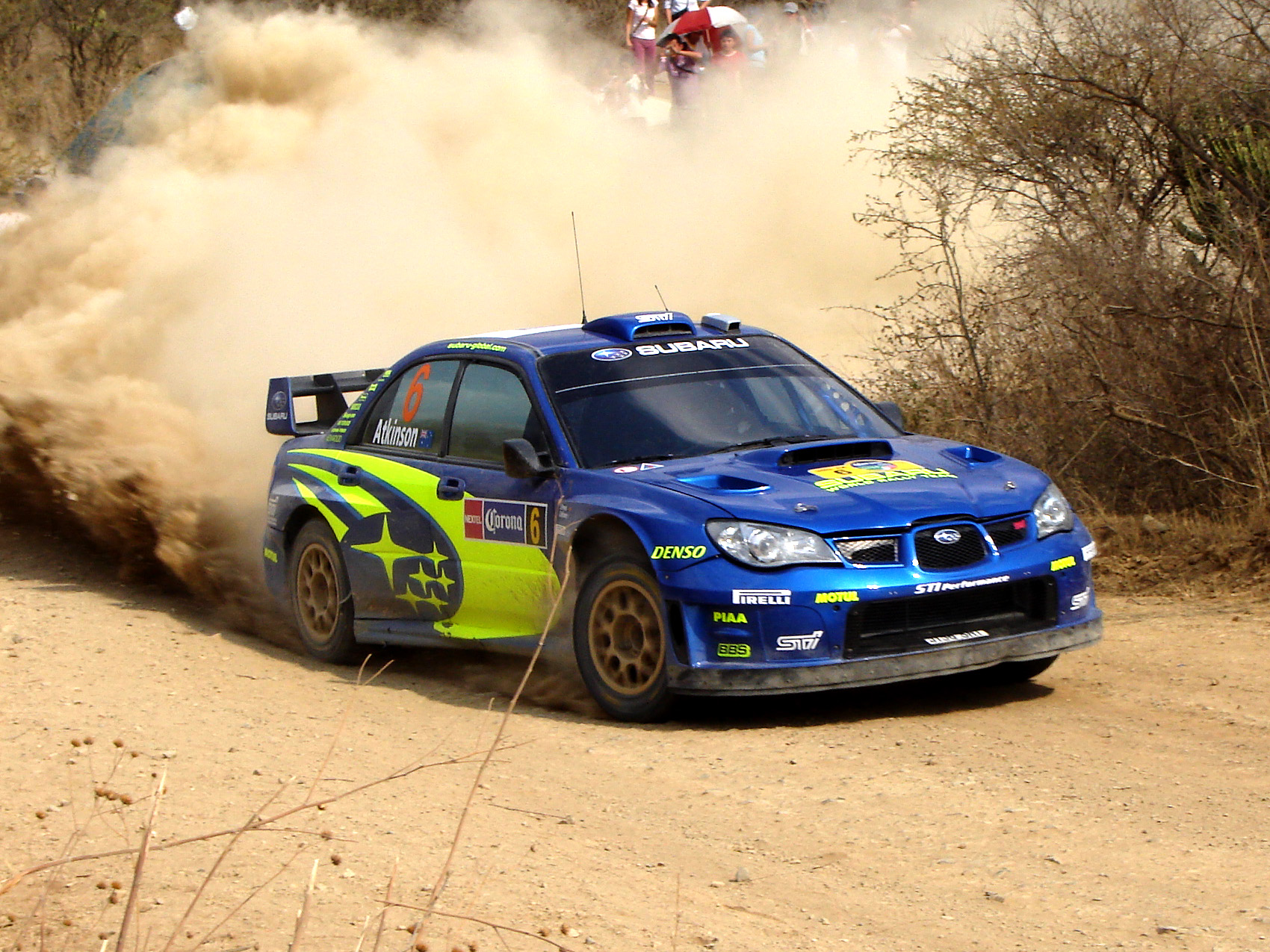
Subaru Impreza WRC del Campeonato Mundial de Rally de 2008.
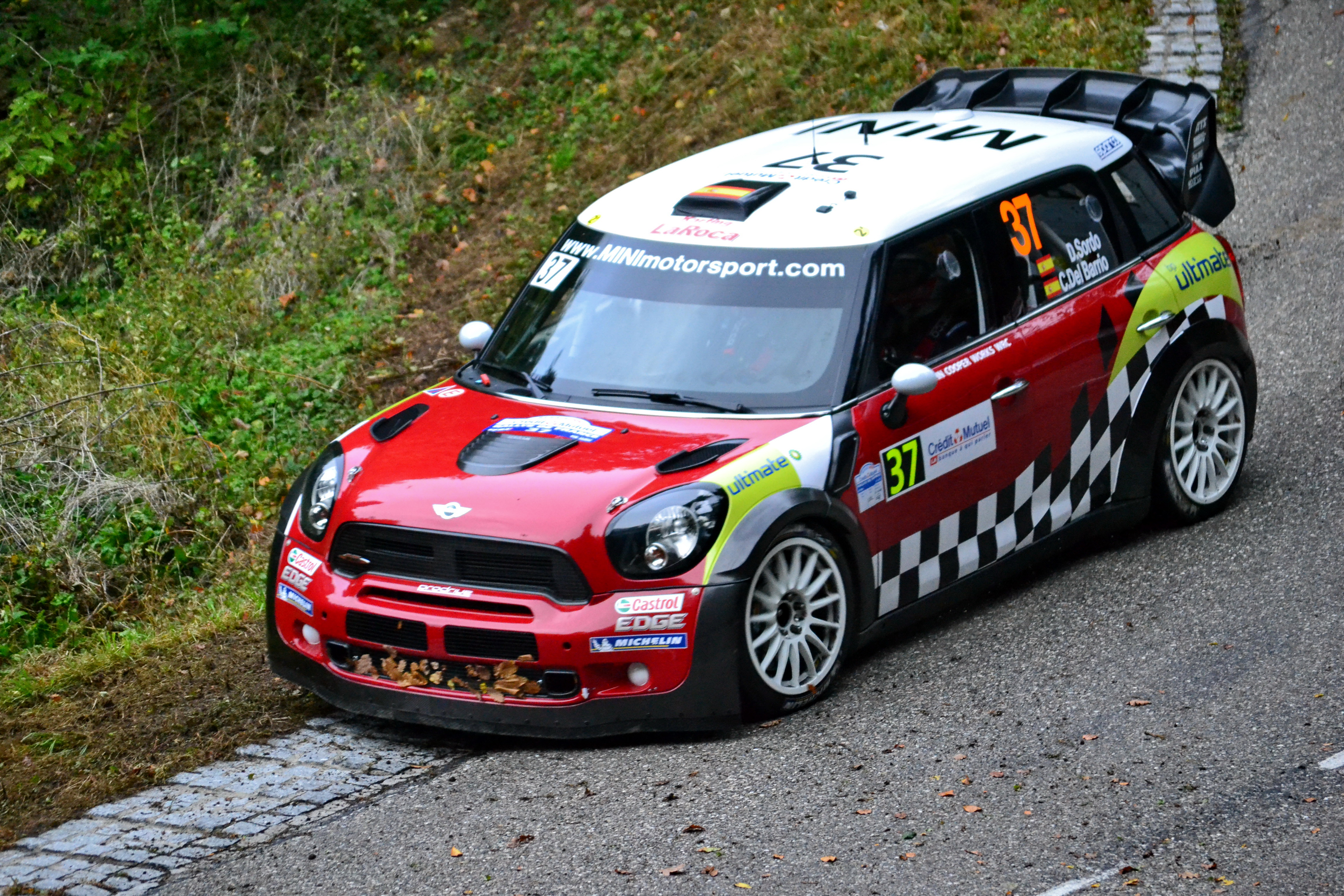
Mini John Cooper Works WRC del Campeonato Mundial de Rally de 2012.